# Budynek Feniksa w Krakowie (Rynek Główny)
Budynek Feniksa – zabytkowa kamienica czynszowa i biurowo-usługowa wzniesiona dla wiedeńskiego Towarzystwa Ubezpieczeniowego „Feniks”, znajdująca się w Krakowie w dzielnicy I przy Rynku Głównym 41 na rogu z ul. św. Jana 2–4, na Starym Mieście.
Zbudowany został w miejscu trzech, zburzonych w 1914 r. średniowiecznych kamienic: Tryblowskiej i Fridrichszmalcowskiej i domu Ważyńskich (od strony ul. św. Jana). W jednej z nich mieszkał w 1792 r. znany matematyk i astronom Jan Śniadecki. Podczas prac rozbiórkowych znaleziona została kamienna figurka św. Krzysztofa (wys. 106 cm), którą przekazano do Muzeum Narodowego. Początkowo zamierzano wznieść w tym miejscu hotel, ale plany te pokrzyżował wybuch I wojny światowej. Zdołano jedynie rozpocząć kładzenie fundamentów. Pusty plac został ogrodzony wysokim płotem. W lutym 1918 r. parkan ów stał się swoistą polityczną „gazetką ścienną” Krakowa. Umieszczano tam m.in. napisy typu: Precz z Prusakami, Na latarnię z Wilusiem oraz rysunki satyryczne przedstawiające wiszących na szubienicy Austriaka i Prusaka z podpisem: Viribus unitis. Na tym ogrodzeniu polscy legioniści zawieszali również na znak protestu odznaczenia bojowe otrzymane od dowódców austriackich i pruskich, wokół których krakowianie ustawiali płonące świeczki łojowe.
Wiedeńskie Towarzystwo Ubezpieczeniowe „Feniks” w 1928 r. zwróciło się do architekta Adolfa Szyszko-Bohusza z propozycją zaprojektowania i wybudowania nowej kamienicy.
Powstała latach 1928–1932 awangardowa i supernowoczesna bryła nowego budynku, w stylu art déco, wzbudziła kontrowersje i ostre protesty środowiska konserwatorskiego. Zostały one przerwane w wyniku osobistej interwencji zaprzyjaźnionego z Szyszko-Bohuszem prezydenta Ignacego Mościckiego. Krakowianie ze względu na stylizowaną (dziś nieistniejącą) attykę nazywali kamienicę „Domem pod Kominami”.
Na rogu kamienicy znajduje się jej godło – aluminiowa rzeźba kobiety (Higieja).
W narożnym lokalu, przez ponad 70 lat, znajdował się sklep firmowy producenta czekolady firmy „E. Wedel”. Pamiątką po nim jest mozaikowa posadzka z logiem fabryki.
Jest to pierwszy w Krakowie budynek, gdzie eleganckie mieszkania zostały wyposażone w klimatyzację. W latach II wojny światowej kamienicę przebudowali Niemcy (według projektu Georga Stahla) i zlikwidowali attykę od strony Rynku Głównego.
Od 1945 w budynku „Feniksa” działa kawiarnia „Rio”.
W latach 1931–1933 powstał także drugi budynek Feniksa przy ulicy Basztowej 15.
2 stycznia 1991 kamienica została wpisana do rejestru zabytków. Znajduje się także w gminnej ewidencji zabytków.

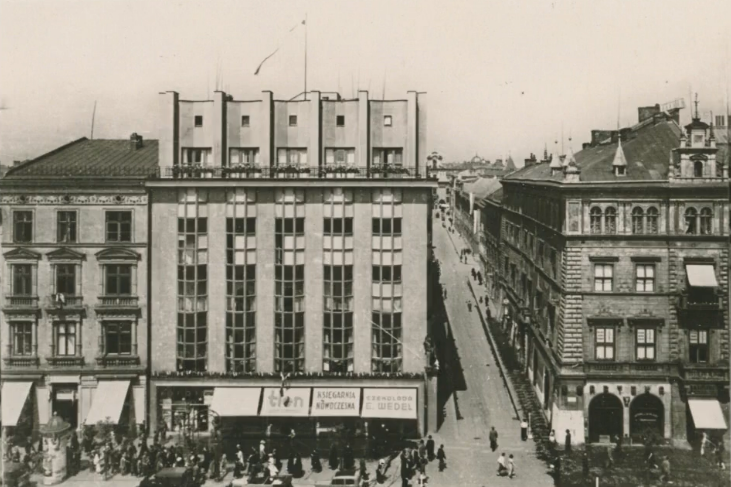
Budynek około roku 1939, przed przebudową
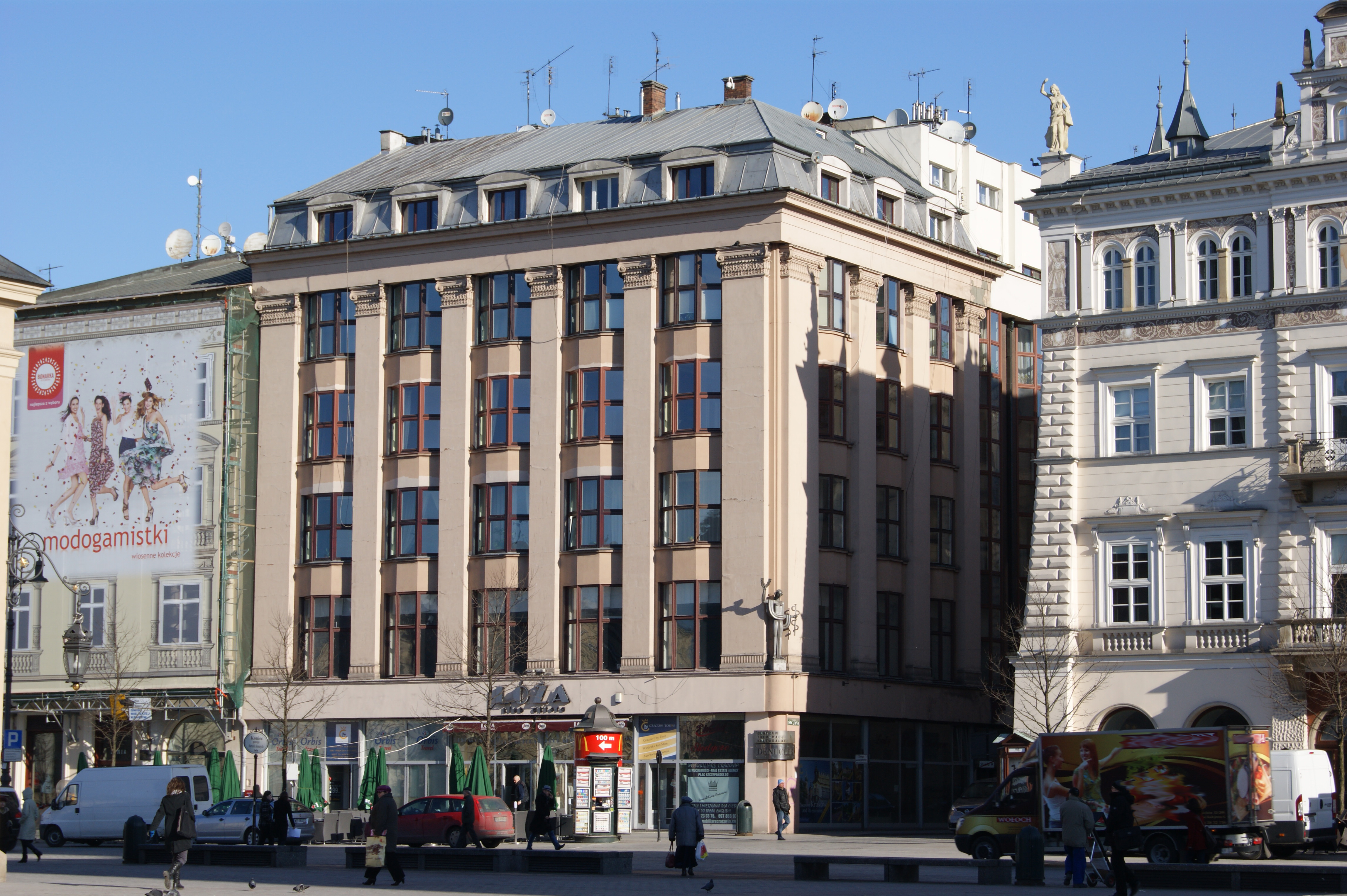
Widok od strony Rynku Głównego, przed remontem – 2011
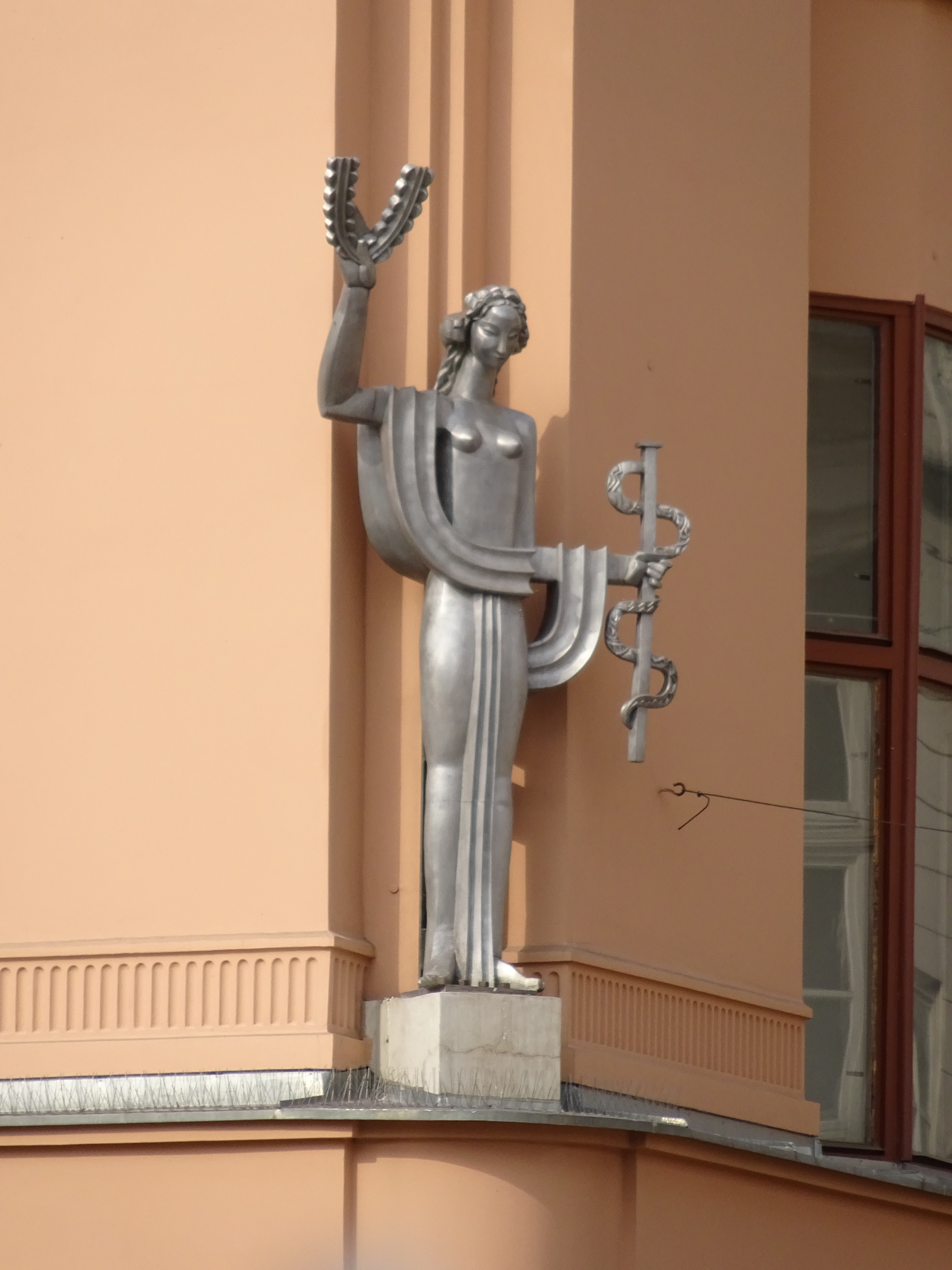
Godło domu – rzeźba narożna. Według projektu Karola Muszkieta – 1932
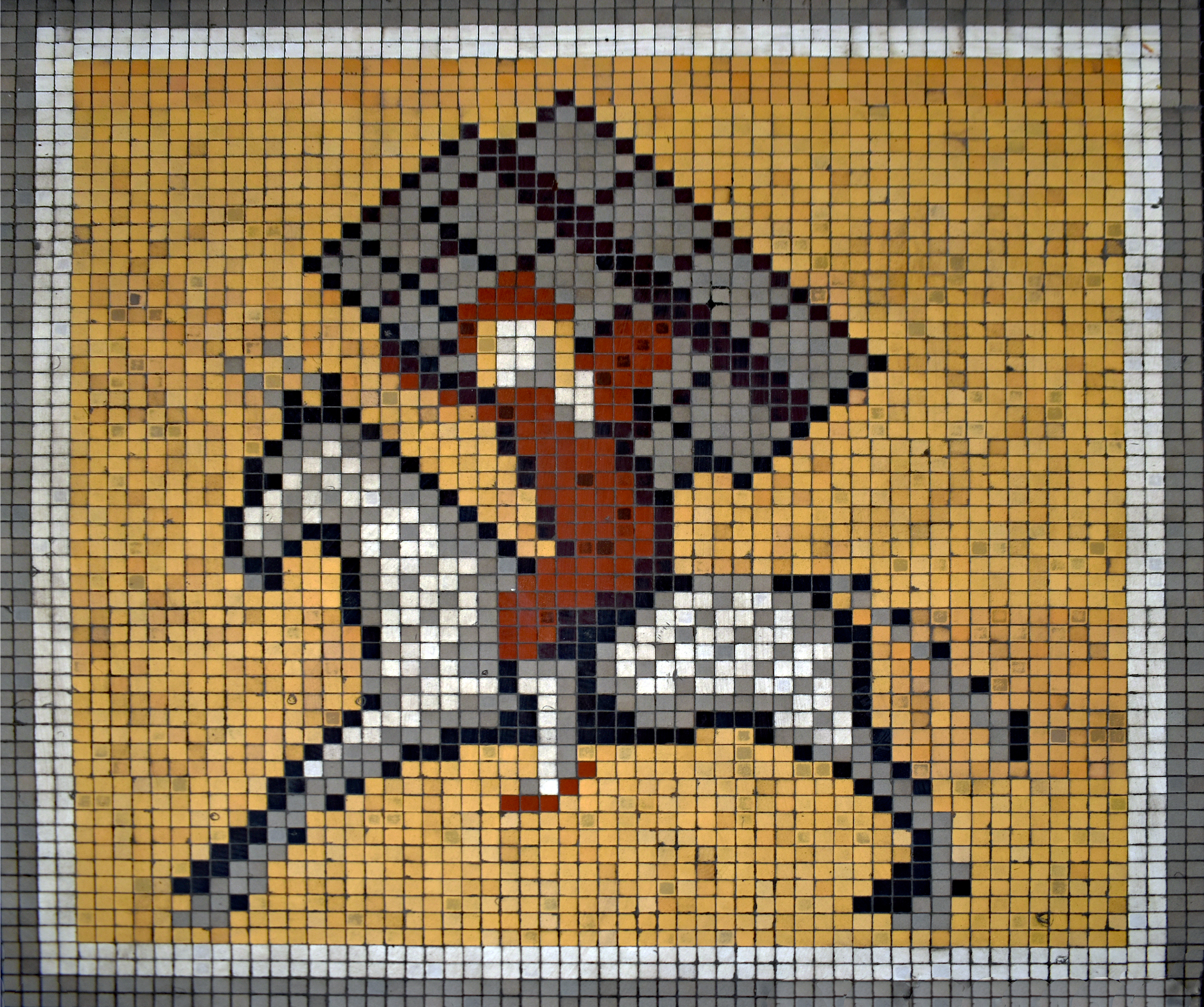
Logo firmy „E. Wedel” na posadzce narożnego lokalu